# Villeneuvette

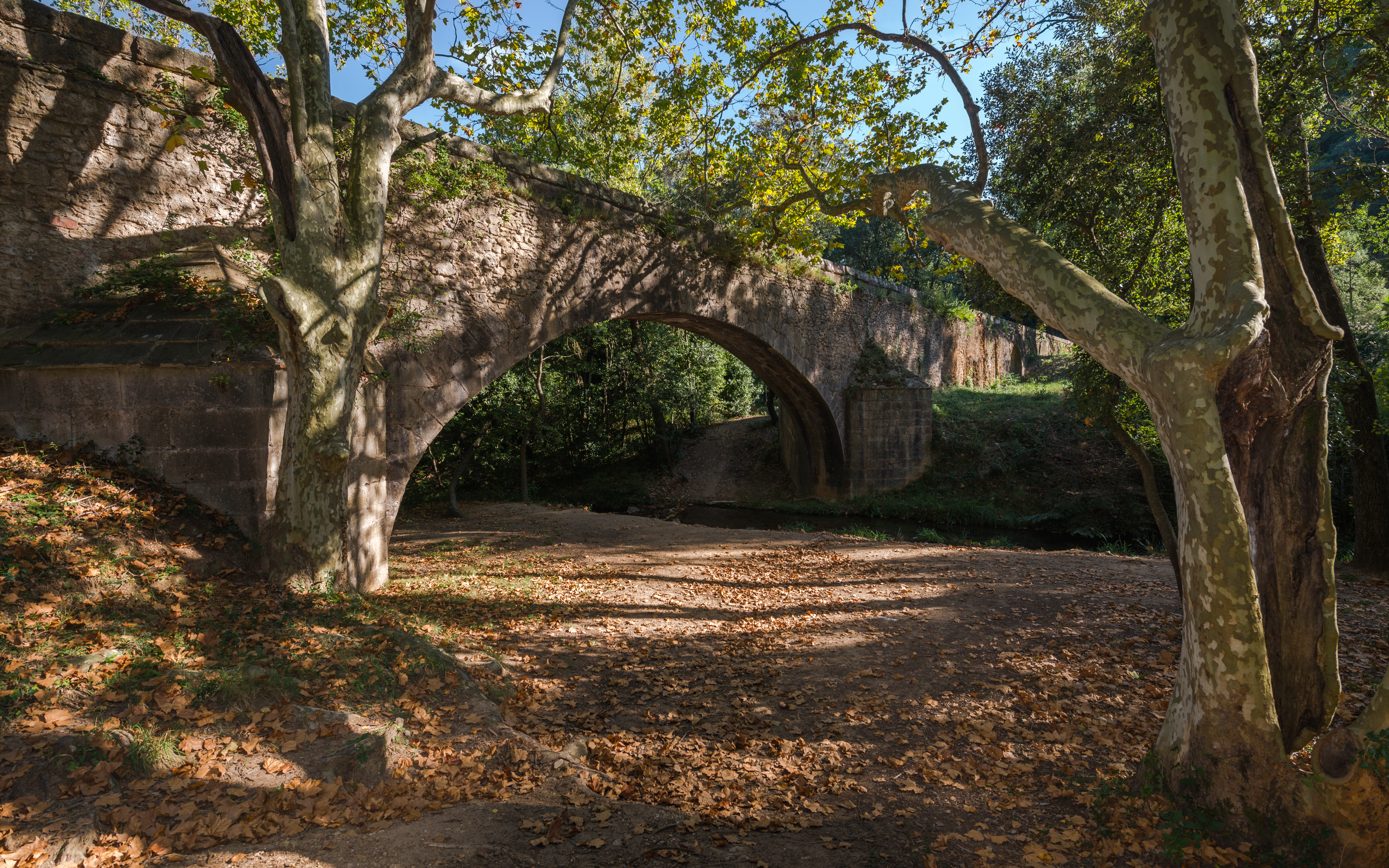

Villeneuvette är en kommun i departementet Hérault i regionen Occitanien i södra Frankrike. Kommunen ligger i kantonen Clermont-l'Hérault som tillhör arrondissementet Lodève. År 2022 hade Villeneuvette 66 invånare.

## Befolkningsutveckling
Antalet invånare i kommunen Villeneuvette
Referens:INSEE